# Видиме світло

Видиме світло в спектрі електромагнітних хвиль

Ви́диме сві́тло — область спектра електромагнітних хвиль, що безпосередньо сприймається людським оком. Характеризується довжинами хвиль від 380 (фіолетовий колір) до 750 (червоний колір) нм.
Спектр видимого світла не варто плутати з основними кольорами.
Видимий діапазон відповідає енергії фотонів від 1,7 еВ (червоне світло) до 3 еВ (фіолетове світло).
Хвилі з довжиною меншою за 380 нм називають ультрафіолетовими, більшою за 750 нм. — інфрачервоними.
Чутливість людського ока до хвиль різної частоти у видимому діапазоні різна. Вона має максимум у середині діапазону (зелений колір) і зменшується в напрямках границь. Це значить, що серед джерел світла однакової інтенсивності, зелене джерело здаватиметься яскравішим, ніж червоне, або блакитне.

## Історія
Перші пояснення спектра видимого випромінювання дали Ісаак Ньютон в книзі «Оптика» і Йоганн Гете у роботі «Теорія Кольорів», проте ще до них Роджер Бекон спостерігав оптичний спектр в склянці з водою. Лише через чотири століття після цього Ньютон відкрив дисперсію світла в призмах.
Ньютон перший використав слово спектр (лат. spectrum — бачення, поява) у пресі в 1671 році, описуючи свої оптичні досліди. Він зробив спостереження, що коли промінь світла падає на поверхню скляної призми під кутом до поверхні, частина світла відбивається, а частина проходить через скло, утворюючи різнокольорові смуги. Учений припустив, що світло складається з потоку частинок (корпускул) різних кольорів, і що частки різного кольору рухаються з різною швидкістю в прозорому середовищі. За його припущенням, червоне світло рухалося швидше ніж фіолетове, тому й червоний промінь відхилявся на призмі не так сильно, як фіолетовий. Через це і виникав видимий спектр кольорів.
Ньютон розділив світло на сім кольорів: червоний, помаранчевий, жовтий, зелений, блакитний, індиго і фіолетовий. Число сім він вибрав з переконання (походить від давньогрецьких софістів), що існує зв'язок між кольорами, музичними нотами, об'єктами Сонячної системи і днями тижня. Людські очі відносно слабко сприйнятливі до частот кольору індиго, тому деякі люди не можуть відрізнити його від блакитного або фіолетового кольору. Тому після Ньютона часто пропонувалося вважати індиго не самостійним кольором, а лише відтінком фіолетового або блакитного (проте він досі включений в спектр в західній традиції). У російській традиції індиго відповідає синій колір.
Гете, на відміну від Ньютона, вважав, що спектр виникає при накладенні різних складових частин світла. Спостерігаючи за широкими променями світла, він виявив, що при проході через призму, на краях променя проявляються червоно-жовті та блакитні краї, між якими світло залишається білим, а спектр з'являється, якщо наблизити ці краї досить близько один до одного.
У XIX столітті, після відкриття ультрафіолетового і інфрачервоного випромінювань, розуміння видимого спектра стало точнішим.
На початку XIX століття Томас Юнг і Герман фон Гельмгольц також досліджували взаємозв'язок між спектром видимого випромінювання і кольоровим зором. Їх теорія кольорового зору вірно припускала, що для визначення кольору око використовує три різні види рецепторів.

## Спектр видимого випромінювання
| Колір        | Діапазон довжини хвиль, нм | Діапазон частот, ТГц | Діапазон енергії фотонів, еВ |
| ------------ | -------------------------- | -------------------- | ---------------------------- |
| Фіолетовий   | 380—440                    | 790—680              | 2,82—3,26                    |
| Синій        | 440—485                    | 680—620              | 2,56—2,82                    |
| Блакитний    | 485—500                    | 620—600              | 2,48—2,56                    |
| Зелений      | 500—565                    | 600—530              | 2,19—2,48                    |
| Жовтий       | 565—590                    | 530—510              | 2,10—2,19                    |
| Помаранчевий | 590—625                    | 510—480              | 1,98—2,10                    |
| Червоний     | 625—740                    | 480—400              | 1,68—1,98                    |